# 学びの森 (各務原市)
学びの森（まなびのもり）は岐阜県各務原市にある都市公園。各務原市が管理する。

## 沿革・概要
1999年7月、各務原市長の森真は産業交流視察団を結成し、韓国の春川市と大田広域市の2市を訪問した。そして各務原市は春川市との間で「知識・情報・技術及び人力交流協約書」を締結。2000年4月からは市の職員を相互に派遣する人材交流も行われた。2002年1月から3月にかけて、KBS 2TVのテレビドラマ『冬のソナタ』が放映。春川市は登場人物たちの生まれ故郷として描かれ、かつロケ地ともなったことから本国で広く知られることとなった。『冬のソナタ』は2003年4月から9月にかけてNHKのBS2で放映される。これを契機として、各務原市は同年10月31日、春川市と姉妹都市提携を結んだ。
市は、各務原市那加福祉センターの前にあるメタセコイアの並木が、ちょうどドラマ内でデートの舞台となった春川市南怡島の並木道と似ていることに着目し、姉妹都市提携1周年記念イベントに向けて旧岐阜大学農場跡地の拡張整備を行い、イチョウを植えた。ドラマでキスを交わしたベンチも、春川市から同型のものを譲り受け、那加福祉センターの前庭に設置した。屋内会場にはドラマのセットも再現した。2004年11月6日、姉妹都市提携1周年記念イベント「『冬のソナタ』春川物語」が開幕。同イベントは51日間の開催期間中、約70万人が訪れ、経済効果は約66億円と試算された。
2005年9月10日、拡張整備された旧岐阜大学農場跡地約4ヘクタールは「学びの森」として開園した。
2007年11月3日に東側の築山と森づくりゾーンが開放され、整備が終了した。旧大学から受け継がれた広い芝生広場にある大イチョウがシンボルツリーとなっている。
各務原市那加福祉センターは学びの森の一部に取り込まれているように見えるが、独立した施設であり、学びの森の利用者は福祉センター駐車場は利用出来ない。

## 敷地内の施設
敷地面積
約5.8ha。
学びの森プロムナード（冬ソナストリート）
イチョウやメタセコイヤの約300メートルの並木道。12月上旬から2月上旬まで約15万球のライトで灯るイルミネーションを毎年行っている。
雲のテラス
一般開放ギャラリーとカフェテラスを備えた建物。
すず風の小径・竹林
京都嵐山の竹林をイメージして整備されている。
霧の泉
30分ごとに霧が出る（約5分間）。
さざなみ・芝生広場
「学びの森」のシンボル樹齢50年以上の大イチョウ、水遊びもできる池「さざなみ」を中心とした広々とした芝生広場。メインステージ。
まきば（牧場）
青葉の池。
KAKAMIGAHARA STAND
一般社団法人かかみがはら暮らし委員会が運営するカフェ。2016年11月25日にオープン。
KAKAMIGAHARA PARK BRIDGE
2021年3月27日にオープン。

## ギャラリー
隣接する施設を含む。

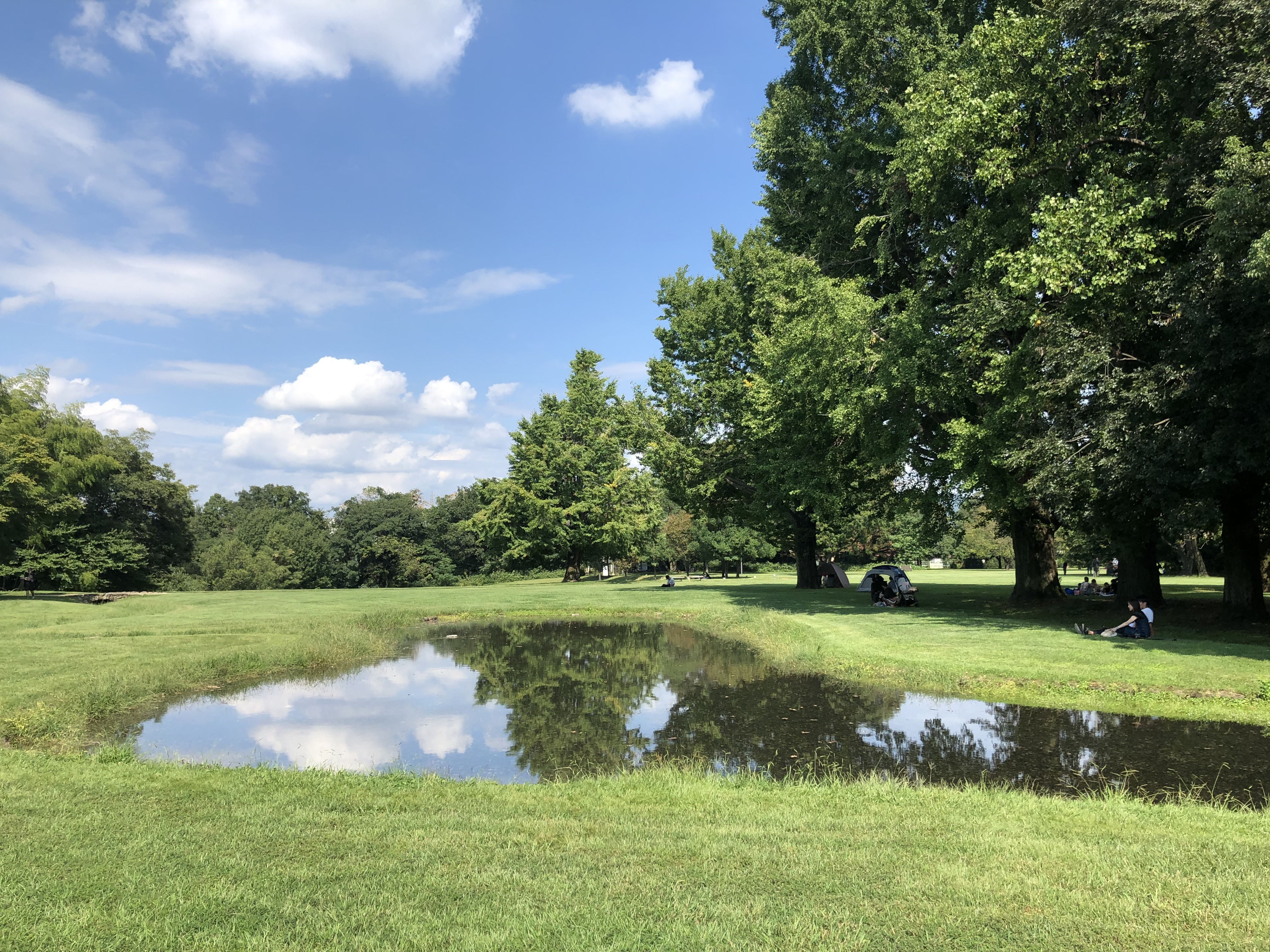
芝生広場
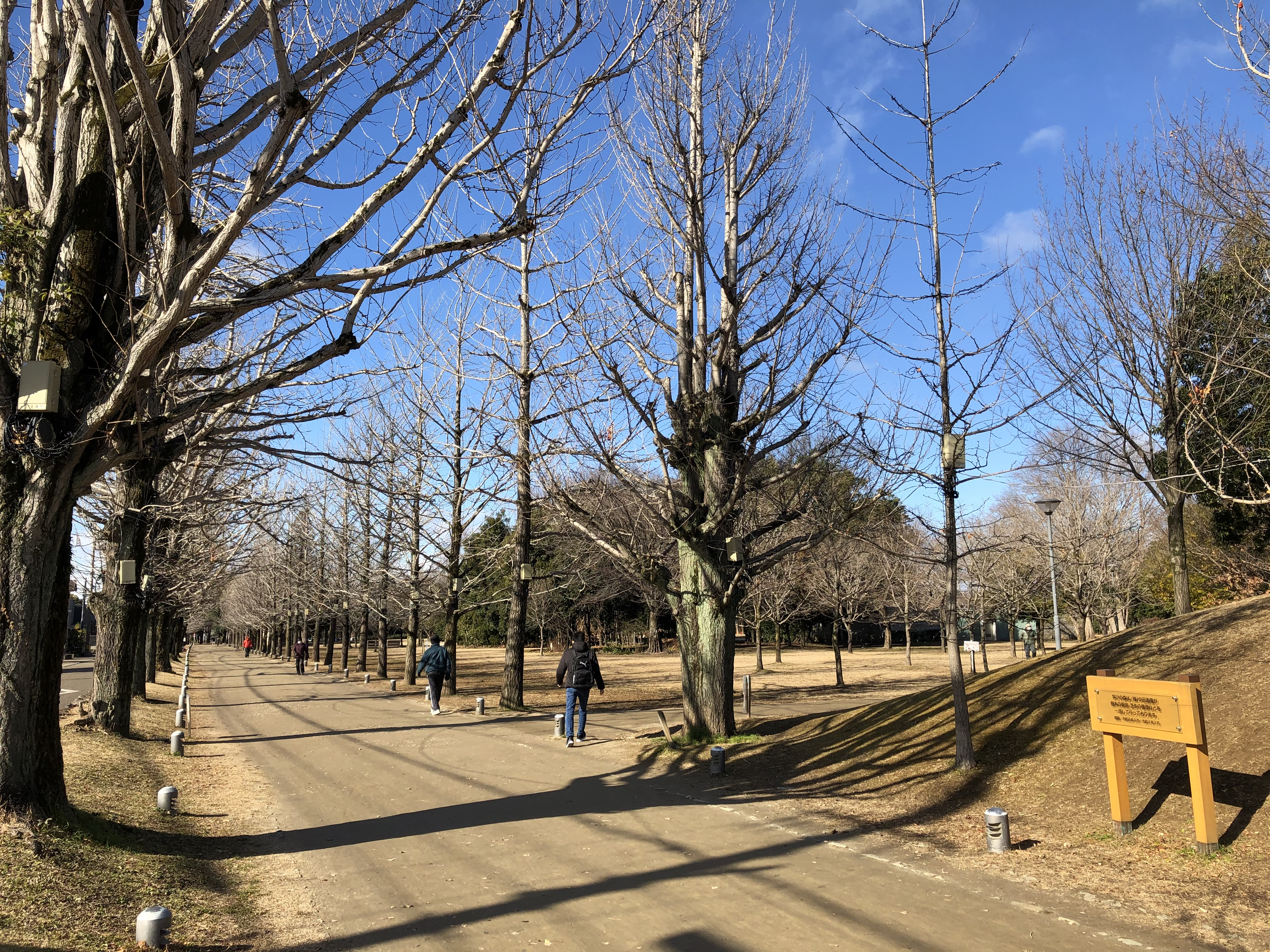
イチョウ並木
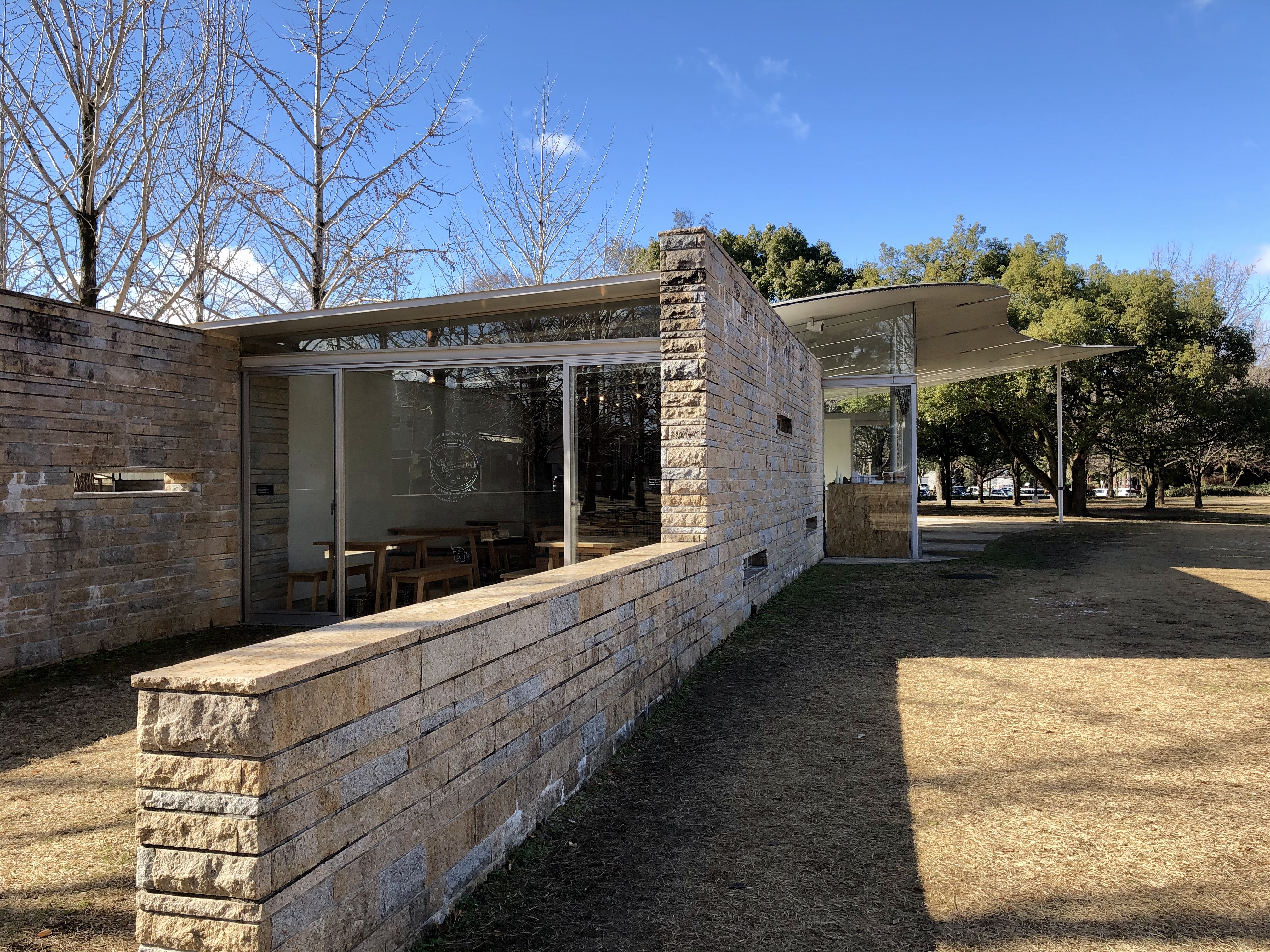
KAKAMIGAHARA STAND
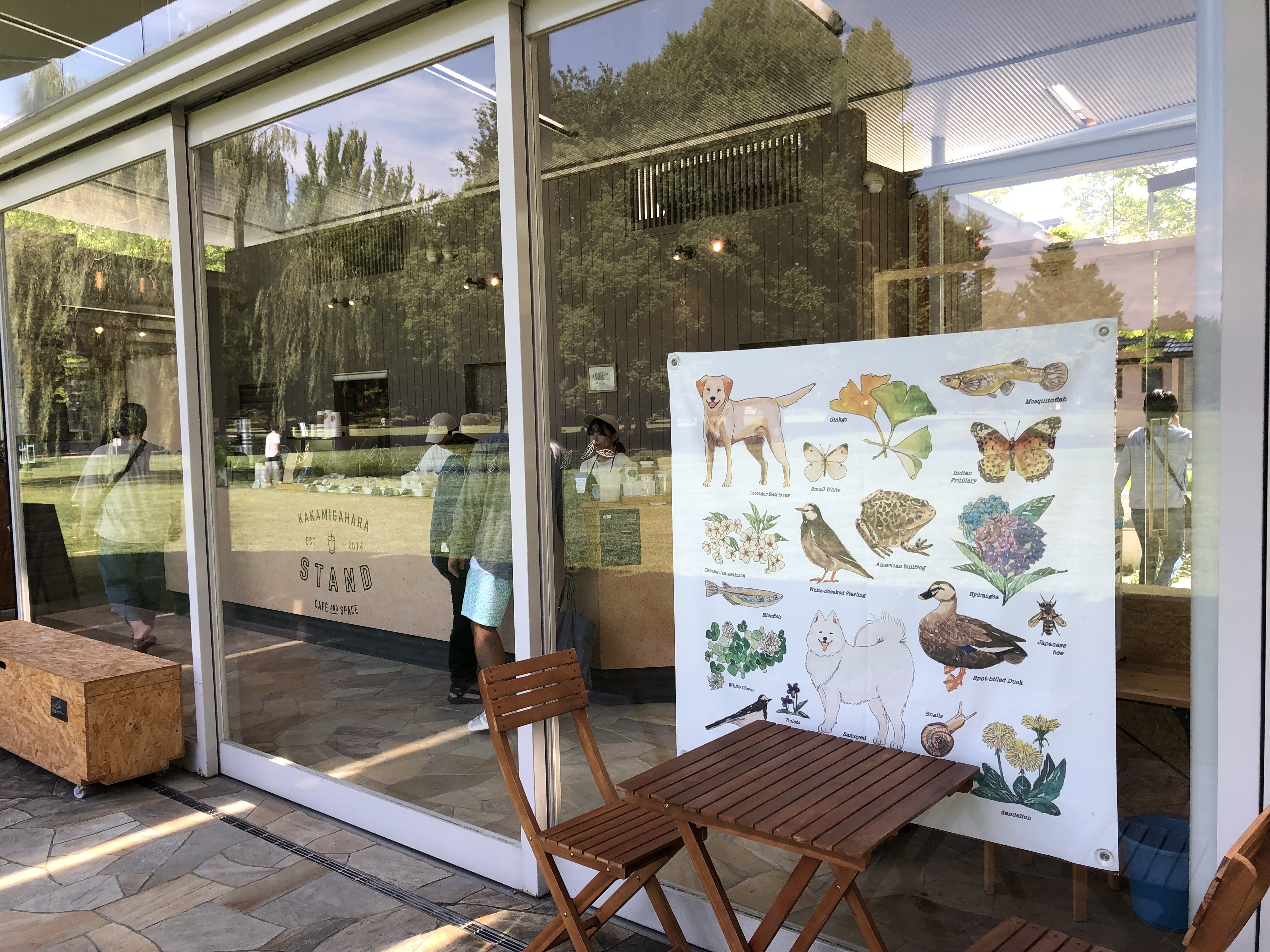
KAKAMIGAHARA STAND
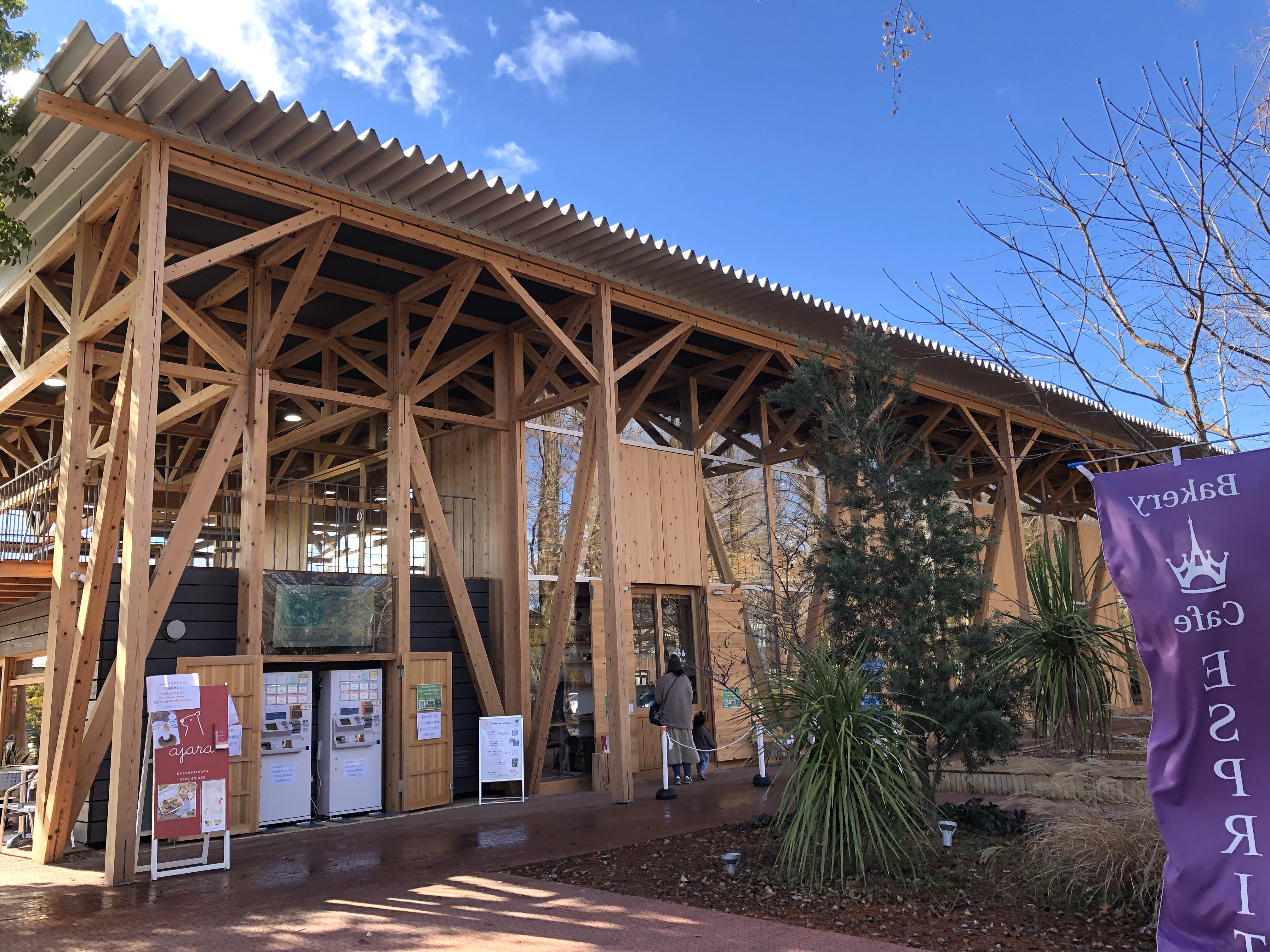
KAKAMIGAHARA PARK BRIDGE
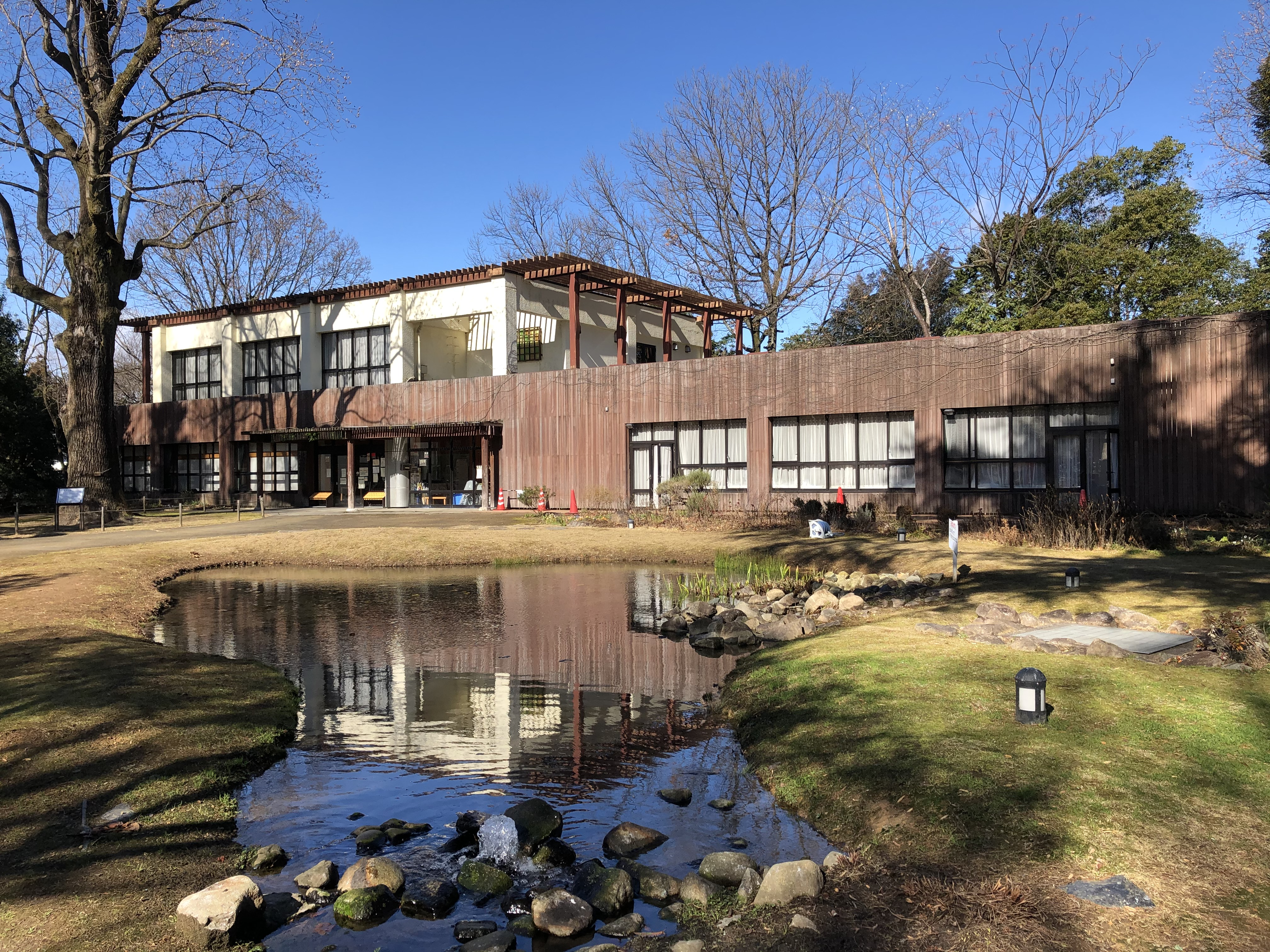
各務原市那加福祉センター
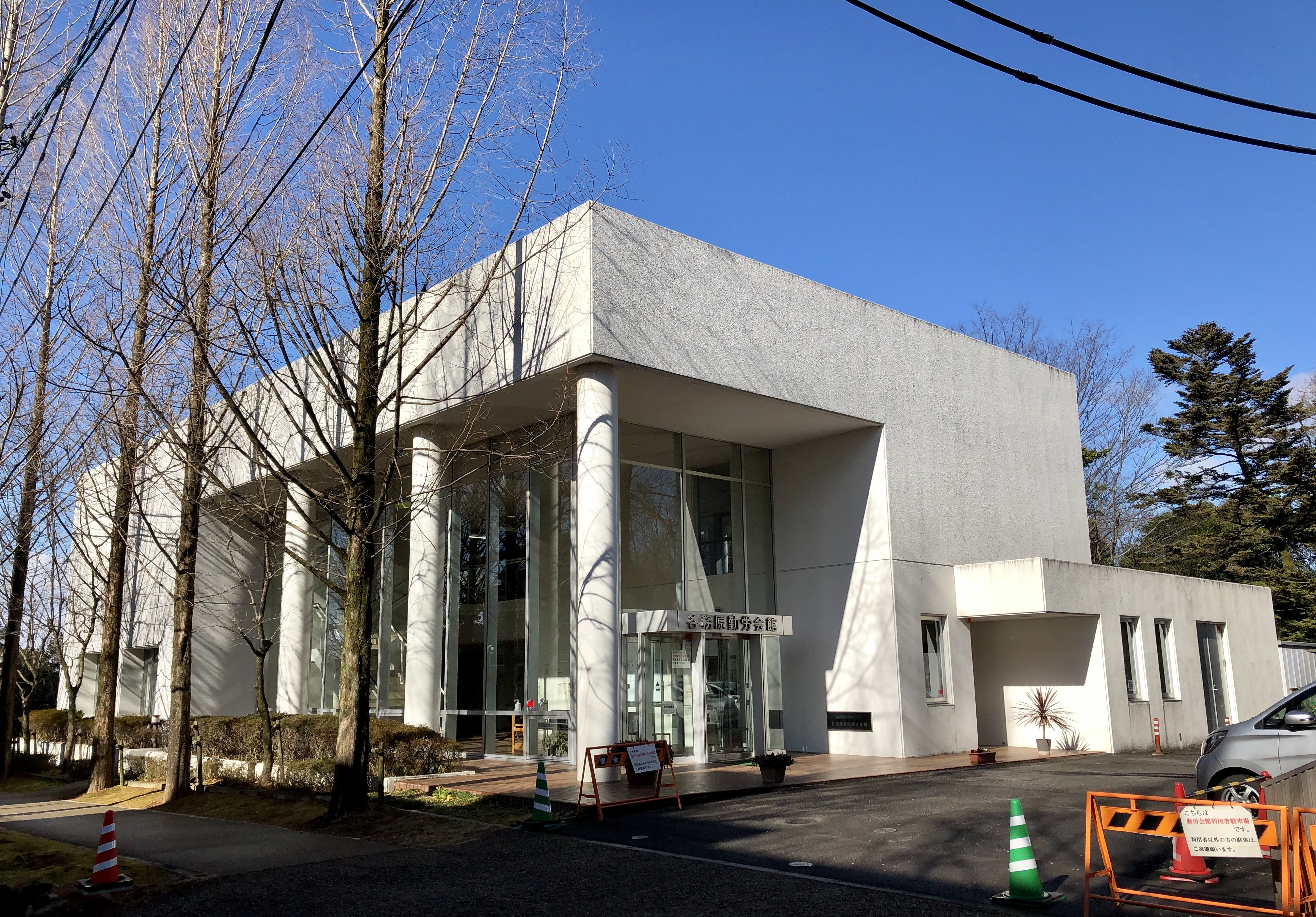
各務原勤労会館

## 所在地
- 岐阜県各務原市那加雲雀町10-4

## 駐車場
- 駐車台数：約150台（東側にあり、2時間以上は有料。）

## 施設周辺
- KAKAMIGAHARA PARK BRIDGE
- 各務原勤労会館
- 各務原市那加福祉センター
- 中部学院大学・各務原キャンパス
- 各務原市民公園
- 各務原市立中央図書館

## 公共交通機関
- 名鉄各務原線 各務原市役所前駅下車、北へ徒歩で約5分。
- 各務原市ふれあいバス - 各路線「各務原市役所前駅」バス停下車、北へ徒歩で約5分。